# Malacorhynchus scarletti
El pato de Scarlett (Malacorhynchus scarletti)  es una especie extinta de pato que vivió en Nueva Zelanda, relacionada estrechamente con el pato australiano de orejas rosadas (Malacorhynchus membranaceus). Su nombre conmemora al fallecido ornitólogo y paleontólogo neozelandés Ron Scarlett, quien descubrió la especie en 1941.